# Liberté pour l'histoire
Liberté pour l'histoire est une association française opposée aux lois mémorielles. Elle est présidée par l'historien Pierre Nora.

## Historique

### Description
Liberté pour l'histoire tire son titre de la pétition lancée en décembre 2005 par 19 historiens, dont Pierre Vidal-Naquet, signée par plus de 600 personnes. L'appel s'insurge contre les dérives qui ont conduit, à partir des lois mémorielles, à des procédures judiciaires touchant des historiens et des penseurs. Le texte rappelle notamment les principes suivants : « L’histoire n’est pas une religion. L’historien n’accepte aucun dogme, ne respecte aucun interdit, ne connaît pas de tabous. Il peut être dérangeant. » L'appel poursuit : « Dans un État libre, il n’appartient ni au Parlement ni à l’autorité judiciaire de définir la vérité historique. » Le collectif estime que ces principes sont violés par des articles de quatre lois – la  loi du 13 juillet 1990 dite loi Gayssot, la loi du 29 janvier 2001 reconnaissant le génocide arménien, la loi du 21 mai 2001 dite loi Taubira, et la loi du 23 février 2005 portant reconnaissance de la Nation et contribution nationale en faveur des Français rapatriés – qui « ont restreint la liberté de l’historien, lui ont dit, sous peine de sanctions, ce qu’il doit chercher et ce qu’il doit trouver, lui ont prescrit des méthodes et posé des limites. » Le collectif demande « l'abrogation de ces articles indignes d'un régime démocratique ».
La pétition a été initialement présentée dans le quotidien Libération, et relayée dans la revue L'Histoire, dans le contexte tendu qui a vu éclater à l'automne 2005 l'affaire Olivier Grenouilleau.

### Critiques
En réaction au collectif « Liberté pour l'histoire », trente-et-une personnalités dont Serge Klarsfeld, Claude Lanzmann, Yves Ternon ont signé une lettre ouverte « Ne mélangeons pas tout » dans laquelle ils manifestent leur désaccord sur plusieurs points. Ils s'opposent à la suppression de la loi du 13 juillet 1990 dite loi Gayssot et rappellent notamment que « la loi du 29 janvier 2001 ne dit pas l’histoire. Elle prend acte d’un fait établi par les historiens – le génocide des Arméniens – et s’oppose publiquement à un négationnisme d’État puissant, pervers et sophistiqué[source insuffisante] ». 
Ils précisent que « Le législateur ne s’est pas immiscé sur le territoire de l’historien. Il s’y est adossé pour limiter les dénis afférents à ces sujets historiques très spécifiques, qui comportent une dimension criminelle, et qui font en tant que tels l’objet de tentatives politiques de travestissements ».

#### Conséquences des demandes
La suppression demandée par ce collectif de la loi du 13 juillet 1990 dite loi Gayssot laisserait s'exprimer les négationnistes de la Shoah, qui ne pourraient plus être sanctionnés pénalement.
En 1990, l'historienne Madeleine Rebérioux écrit une tribune à propos de l'inutilité selon elle de la loi Gayssot. Elle pointe le fait qu'avant la loi Gayssot, le négationniste Robert Faurisson avait été condamné par la justice française. À ses yeux il ne serait pas nécessaire que le parlement officialise l'histoire pour que les juges fassent la part du mensonge. Robert Faurisson a été condamné pour la première fois le 8 juillet 1981.
La loi Gayssot n'est, au demeurant, pas une cible prioritaire, certains signataires, comme Françoise Chandernagor, estimant même qu'elle pourrait, sans dommages, rester en vigueur.
Cependant, la pratique judiciaire et les analyses lors de discussions à l'Assemblée nationale ont démenti l'opinion de Mme Rebérioux : l'absence de loi spécifique réprimant le négationnisme des génocides est utilisée par de nombreuses officines ou personnalités négationnistes qui agissent sans crainte de sanctions. Ainsi, sur un plan purement juridique, dans un procès qui opposa le Comité de défense de la cause arménienne au consul général de Turquie à Paris pour négationnisme du génocide arménien sur un site Internet, le jugement rendu par la 17e chambre du tribunal de grande instance de Paris le 15 novembre 2004 considère que la contestation en France de ce génocide n’est pas un délit,.
Lors de l'émission de Frédéric Taddeï, Ce soir (ou jamais !), consacrée aux lois mémorielles (20 octobre 2008, France 3), le président de l'association, Pierre Nora, a déclaré qu'il ne s'agissait plus pour « Liberté pour l'histoire » d'abroger la loi Gayssot.
Dans la plupart des procès ayant concerné des formes de négationnisme ou de révisionnisme, les jugements ont été faits sans recours à la loi Gayssot mais à la loi punissant l'incitation à la haine raciale comme le rappelle l'historien Pierre Nora dans un entretien publié dans le journal Le Figaro littéraire daté du 22 décembre 2005. Selon lui, ce dispositif juridique était suffisant.